# Afar (vùng)
Vùng Afar (tiếng Afar: Qafar; tiếng Tigrinya: ዓፋር; tiếng Amhara: አፋር) là một trong 9 vùng dựa trên cơ sở dân tộc (kililoch)]] của Ethiopia, và là quê hương của người Afar. Trước đó nó được gọi là Vùng 2, thủ phủ mới của vùng là thành phố Semera mới được xây dựng, nằm trên xa lộ Awash–Asseb.
Vùng lõm Afar là một bộ phần của Thung lũng đứt gáy lớn Ethiopia, nằm ở phía bắc của vùng. Đây là điểm thấp nhất của Ethiopia và nằm trong số những điểm thấp nhất tại châu Phi. Phần phía nam của vùng bao gồm thung lũng sông Awash.
Thành phần dân tộc của vùng gồm người Afar (90,03%), người Amhara (5,22%), người Argobba (1,55%) người Tigrinnya (1,15%), người Oromo (0,61%), người Welayta (0,59%), và người Hadiya (0,18%). 95,3% dân cư là người Hồi giáo và 4,7% là tín hữu Ki-tô giáo (3,9% Ki-tô giáo Chính thống, 0,7% P'ent'ay, và 0,1% Công giáo La Mã]).
Tiếng Afar là ngôn ngữ chủ yếu (89,96%) được nói trong khu vực và là ngôn ngữ làm việc tại vùng. Các ngôn ngữ khác có số lượng sử dụng đáng kể là tiếng Amhara (6,83%), tiếng Tigrigna (1,06%), tiếng Argobba (0,79%), tiếng Wolaitigna (0,43%), và tiếng Oromo (0,4%).